# AMD FireStream
AMD FireStream era la marca d'AMD per a la seva línia de productes basada en Radeon orientada al processament de fluxos i/o GPGPU en superordinadors. Desenvolupat originalment per ATI Technologies al voltant de la Radeon X1900 XTX l'any 2006, la línia de productes es va marcar anteriorment com ATI FireSTREAM i AMD Stream Processor. L'AMD FireStream també es pot utilitzar com a coprocessador de coma flotant per descarregar càlculs de CPU, que forma part de la iniciativa Torrenza. La línia FireStream s'ha interromput des del 2012, quan les càrregues de treball GPGPU es van plegar completament a la línia AMD FirePro.

## Visió general
La línia FireStream és una sèrie de targetes d'expansió complementàries llançades entre el 2006 i el 2010, basades en GPU Radeon estàndard, però dissenyades per servir com a coprocessador de propòsit general, en lloc de representar i emetre gràfics en 3D. Igual que la línia FireGL/FirePro, se'ls va donar més memòria i amplada de banda de memòria, però les targetes FireStream no tenen necessàriament ports de sortida de vídeo. Tots admeten el punt flotant de precisió única de 32 bits i tots, excepte el primer, admeten la precisió doble de 64 bits. La línia es va associar amb noves API per oferir un rendiment superior al que podien proporcionar les API d'ombra d'OpenGL i Direct3D existents, començant per Close to Metal, seguit d'OpenCL i Stream Computing SDK, i finalment es va integrar a l'APP SDK.
Per a càrregues de treball matemàtiques de coma flotant altament paral·leles, les targetes poden accelerar càlculs grans més de 10 vegades; Folding@Home, el primer i un dels usuaris més visibles de la GPGPU, va obtenir entre 20 i 40 vegades el rendiment de la CPU. Cada ombrejador de píxels i vèrtex, o ombrejador unificat en models posteriors, pot realitzar càlculs arbitraris de coma flotant.

## Història
Després del llançament dels nuclis de GPU Radeon R520 i GeForce G70 amb ombrejats programables, el gran rendiment de coma flotant va cridar l'atenció dels grups acadèmics i comercials, que van experimentar amb l'ús per a treballs no gràfics. L'interès va portar ATI (i Nvidia) a crear productes GPGPU, capaços de calcular fórmules matemàtiques de propòsit general d'una manera massivament paral·lela, per processar càlculs pesats tradicionalment fets amb CPU i coprocessadors matemàtics especialitzats en coma flotant. Es va preveure que les GPGPU tinguessin guanys de rendiment immediats d'un factor de 10 o més, en comparació amb el càlcul contemporani de només CPU multisocket.
Amb el desenvolupament de l'X1900 XFX d'alt rendiment gairebé acabat, ATI va basar el seu primer disseny de processador de flux en ell, anunciant-lo com el proper ATI FireSTREAM juntament amb la nova API Close to Metal a SIGGRAPH 2006. El nucli en si es va mantenir gairebé sense canvis, excepte per duplicar la memòria i l'amplada de banda integrades, similar al FireGL V7350; el nou controlador i el suport de programari van fer la major part de la diferència. Folding@home va començar a utilitzar l'X1900 per al càlcul general, utilitzant una versió prèvia de la versió 6.5 del controlador ATI Catalyst, i va informar d'una millora de 20-40 vegades en la GPU sobre la CPU. El primer producte es va llançar a finals de 2006, rebatejat com AMD Stream Processor després de la fusió amb AMD.
La marca es va convertir en AMD FireStream amb la segona generació de processadors de flux el 2007, basat en el xip RV650 amb nous shaders unificats i suport de doble precisió. El DMA asíncron també va millorar el rendiment permetent un grup de memòria més gran sense l'ajuda de la CPU. Es va llançar un model, el 9170, pel preu inicial de 1999 dòlars. Els plans incloïen el desenvolupament d'un processador de flux en un mòdul MXM el 2008, per a la informàtica portàtil, però mai es va publicar.